# Маркт Ретенбах
Маркт Ретенбах (њем. Markt Rettenbach) град је у њемачкој савезној држави Баварска. Једно је од 52 општинска средишта округа Унтералгој. Према процјени из 2010. у граду је живјело 3.690 становника. Посједује регионалну шифру (AGS) 9778168.

## Географски и демографски подаци
Маркт Ретенбах се налази у савезној држави Баварска у округу Унтералгој. Град се налази на надморској висини од 679 метара. Површина општине износи 51,5 km². У самом граду је, према процјени из 2010. године, живјело 3.690 становника. Просјечна густина становништва износи 72 становника/km².